# Gymnostachyum
Genre
Gymnostachyum est un genre de plantes à fleurs de la famille des Acanthacées comprend une quinzaine d'espèces de plantes herbacées vivaces originaires d'Inde et de la péninsule indo-malaise.

## Principales espèces
Selon [réf. nécessaire] :
- Gymnostachyum ceylanicum syn Cryptophragmium ceylanicum
- Gymnostachyum venusta

Selon NCBI (3 Aug 2010) :
- Gymnostachyum ceylanicum